# 3 ذو الحجة
- السبت
- الأحد
- الاثنين
- الثلاثاء
- الأربعاء
- الخميس
- الجمعة

- 2624 مايو 2025
- 2725 مايو 2025
- 2826 مايو 2025
- 2927 مايو 2025
- 128 مايو 2025
- 229 مايو 2025
- 330 مايو 2025
- 431 مايو 2025
- 51 يونيو 2025
- 62 يونيو 2025
- 73 يونيو 2025
- 84 يونيو 2025
- 95 يونيو 2025
- 106 يونيو 2025
- 117 يونيو 2025
- 128 يونيو 2025
- 139 يونيو 2025
- 1410 يونيو 2025
- 1511 يونيو 2025
- 1612 يونيو 2025
- 1713 يونيو 2025
- 1814 يونيو 2025
- 1915 يونيو 2025
- 2016 يونيو 2025
- 2117 يونيو 2025
- 2218 يونيو 2025
- 2319 يونيو 2025
- 2420 يونيو 2025
- 2521 يونيو 2025
- 2622 يونيو 2025
- 2723 يونيو 2025
- 2824 يونيو 2025
- 2925 يونيو 2025
- 126 يونيو 2025
- 227 يونيو 2025

3 ذو الحجَّة أو 3 ذو الحجَّة الحرام أو يوم 3 \ 12 (اليوم الثالث من الشهر الثاني عشر) هو اليوم الثامن والعشرون بعد الثلاثمائة (328) من أيَّام السنة (أو التاسع والعشرون بعد الثلاثمائة لو كان شهر رمضان مُتممًا لليوم الثلاثين أو الثلاثون بعد الثلاثمائة لو أتم كلاً من صفر وربيع الآخر وجمادى الآخرة وشعبان ورمضان ثلاثين يوماً) وفق التقويم الهجري القمري (العربي). يبقى بعده 26 أو 27 يومًا لانتهاء السنة.

## أحداث
- 316هـ - عبد الرحمن الناصر لدين الله يعلن نفسه في قرطبة خليفة للمسلمين مؤسسًا خلافة قرطبة.
- 932هـ - استسلام مدينة بودابست عاصمة المجر للعثمانيين بقيادة السلطان سليمان القانوني بعد أن أحرز نصرًا هائلاً على المجريين في معركة موهاج المشهورة.
- 1314هـ - الجيش العثماني ينتصر على الجيش اليوناني الذي يقوده الأمير «قسطنطين» ولي عهد اليونان في معركة «جتالجة». ومكّنت انتصارات العثمانيين على اليونان في اقتراب الجيش العثماني إلى مسافة 150 كم من العاصمة أثينا.
- 1339هـ - تأسيس نادي مولودية الجزائر الجزائري لكرة القدم.
- 1371هـ - قيام ثلاثمائة من زعماء مراكش بخلع السلطان المغربي سيدي محمد الخامس ونصبوا على العرش مولاي محمد بن عرفة على الرغم من اعتراض الفرنسيين، غير أن ثوار البربر خلعوه، وتلا ذلك اضطرابات دموية.
- 1382هـ - تغيير الدستور في ليبيا وتحولها من دولة فيدرالية تضم تلاث ولايات تحت اسم المملكة الليبية المتحدة إلى دولة واحدة تحت اسم المملكة الليبية، والسماح للمرأة بالانتخاب.
- 1388هـ - إسرائيل تنضم إلى معاهدة عدم انتشار الاسلحة النووية.
- 1402هـ - انتخاب أمين الجميل رئيسًا للبنان وذلك بعد اغتيال أخيه الرئيس المنتخب بشير الجميّل.
- 1413هـ - حزب العمال الكردستاني ينصب كمينًا ضد جنود أتراك عزل.
- 1420هـ - السلطات الإسرائيلية توقف فتاة يهودية في منطقة باب السلسلة في القدس القديمة بعد أن حاولت أداء الصلاة في مدخل المسجد الأقصى، ويعتقد أن هذه الفتاة تنتمي إلى تنظيم أمناء جبل الهيكل.
- 1421هـ - حركة طالبان تفجر تمثال بوذا في باميان والذي يعد من آثار التراث العالمي.
- 1426هـ - عناصر من أمناء جبل الهيكل يؤدون طقوسًا دينية تدعو لهدم المسجد الأقصى وعدم تقسيم القدس، ويعتدون على عدد من الشبان الفلسطينيين في باب الخليل والواد بالبلدة القديمة ويحاولون اقتحام المسجد الأقصى.
- 1428هـ - اغتيال العميد ركن في الجيش اللبناني فرانسوا الحاج بتفجير وقع في بعبدا.
- 1440هـ - انفجار كبير أمام المعهد القومي للأورام وسط القاهرة يودي بِحياة 20 شخصًا وإصابة 47 آخرين، واختلافٌ حول تحديد السبب أو الجهة المُنفِّذة.
- 1441هـ - افتتاح آيا صوفيا رسميًّا كمسجدٍ جامع من جديد، وإقامة أوَّل صلاة جُمُعة فيه مُنذُ 86 سنة.
- 1442هـ - مقتل ما لا يقل عن 90 شخصًا في حريق مستشفى الحسين بمدينة الناصرية جنوب العراق.
- 1443هـ - فرض حالة الطوارئ في منطقة قرقل باغستان في أوزبكستان بعد اندلاع احتجاجات ضد مُقترح لتعديلات دستورية تحد من الحكم الذاتي للمنطقة.

## مواليد
- 1284هـ - فؤاد الأول، ملك مصر.
- 1301هـ - عصمت إينونو، قائد عسكري وثاني رؤساء تركيا.
- 1317هـ - كميل شمعون، ثاني رؤساء الجمهورية اللبنانية في عهد الاستقلال.
- 1359هـ - علي عرسان، كاتب مسرحي وشاعر سوري.
- 1364هـ - عبد العزيز بلخادم، سياسي جزائري.
- 1391هـ - أنغام، مطربة مصرية.
- 1395هـ - سماح، ممثلة سورية تعمل في الكويت.
- 1404هـ - كريم سلطاني، لاعب كرة قدم فرنسي من أصل جزائري.

## وفيات
- 220هـ - محمد الجواد، عالم مسلم وتاسع أئمة الشيعة الاثنا عشرية.
- 583هـ - ابن لبال الشريشي، عالم مسلم وشاعر أندلسي.
- 1338هـ - محمد تقي الشيرازي، عالم دين شيعي إثني عشري.
- 1356هـ - عبد العزيز الرشيد، مؤرخ وأديب وصحفي كويتي.
- 1372هـ - خليل السكاكيني، أديب فلسطيني.
- 1396هـ - خير الدين الزركلي، معجمي ودبلوماسي دمشقي.
- 1411هـ - عبد الله المبارك الصباح، نائب حاكم الكويت الأسبق.
- 1416هـ - جوهر دوداييف، رئيس الشيشان.
- 1423هـ - بن يوسف بن خدة، سياسي جزائري.
- 1428هـ - فرانسوا الحاج، قائد عسكري لبناني.

## وصلات خارجية
- موقع قصة الإسلام: حدث في شهر ذو الحجَّة.